# Gigue (muzyka)
Gigue – muzyczna forma taneczna oparta na tańcu jig, pochodzenia szkockiego i irlandzkiego. 
Zwykle w formie pieśni dwuczęściowej. Metrum nieparzyste 3/8, 6/8, 9/8, 12/8 z przedtaktem. Rytm szesnastkowy. Tempo bardzo szybkie. Melodia mocno ozdabiana trylami. Część suity barokowej.